# Faverolles (kip)
De Faverolles is een Frans kippenras, dat zijn naam dankt aan het gelijknamige dorp in het noorden van Frankrijk.

## Oorsprong
Het ras is een kruising van verschillende Europese en Aziatische rassen, o.a. van de Crève-Coeur, de Houdan, de Dorking en de Brahma. Het ras is ontwikkeld in 1893. In de loop van de tijd werden meerdere kleurslagen gefokt.  

## Kenmerken
De Faverolles is als vleesras gefokt voor de consumptie en het is daarnaast ook een redelijk goede legger, zodat we mogen spreken van een dubbeldoelras. De dieren zijn stevig en krachtig gebouwd met kleine vleugels. De rug is recht en de korte nek heeft een duidelijke baard. De kop is karakteristiek, rond en de ogen zijn meestal oranjerood. De poten en een deel van de voet zijn bevederd, vooral op de buitenteen. Ze hebben vijf tenen (polydactylie) i.p.v. vier aan elke voet.

## Typen en kleurslagen
Onderscheiden worden het Franse en Duitse type. Aangezien Frankrijk het land van herkomst is, wordt het Franse type in Nederland en België als standaard gezien. De Duitse Faverolles of "Faverolles in de Duitse fokrichting" is dermate afwijkend, dat het als "Deutsches Lachshuhn" betiteld wordt. Het Duitse type wordt binnen de Entente Européenne d’Aviculture et de Cuniculture gelijkgesteld met het Engelse type, dat in England "British Faverolles" genoemd wordt.

### In Nederland en België erkende kleurslagen
- Franse Faverolles: koekoek, zilvertarwe(B) = zalmkleurig(NL)
- Duitse Faverolles: zalmkleur(B/NL), zwart (NL), wit (B/NL), wit-zwartcolumbia (B/NL)[2]

## Fotogalerij

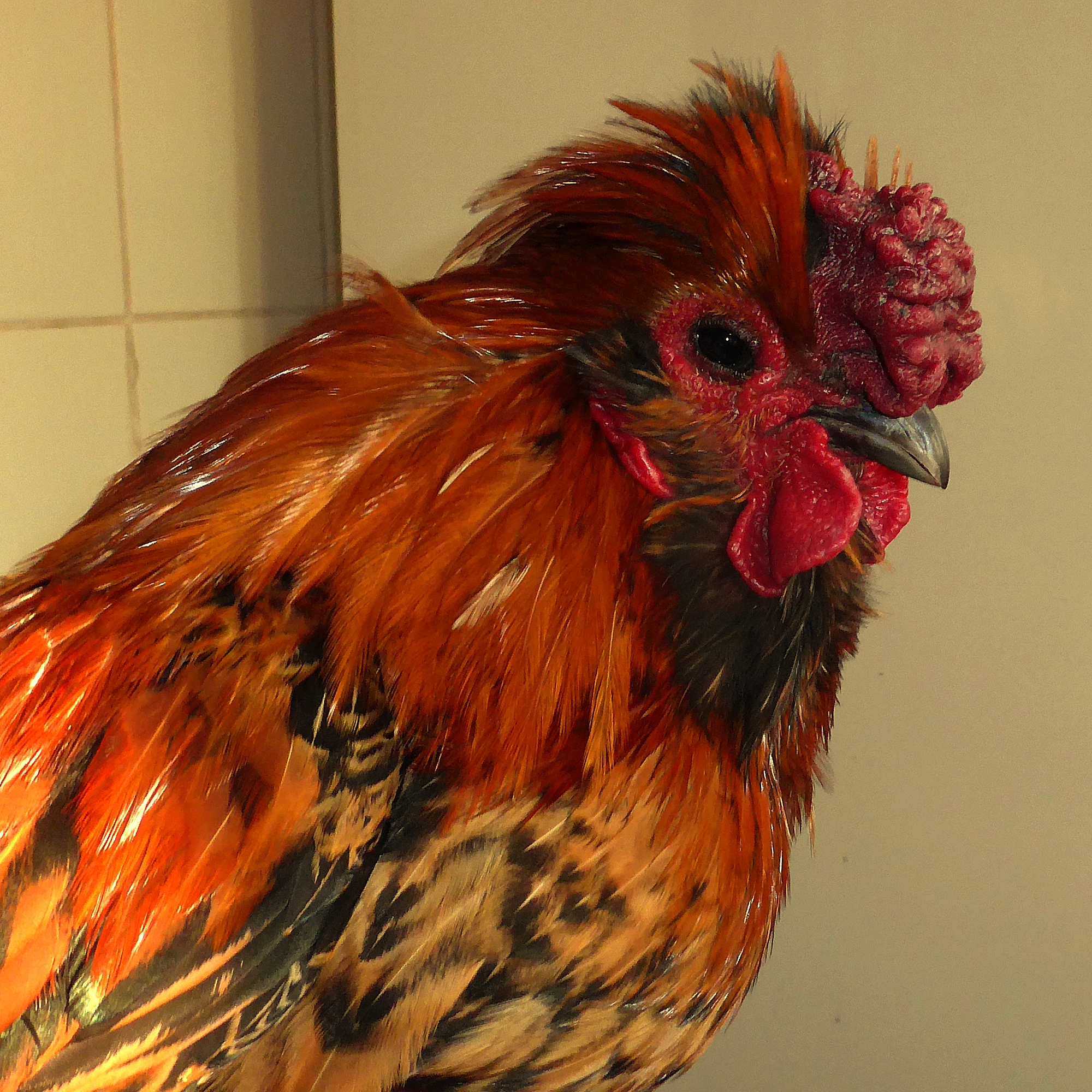
Kopstudie
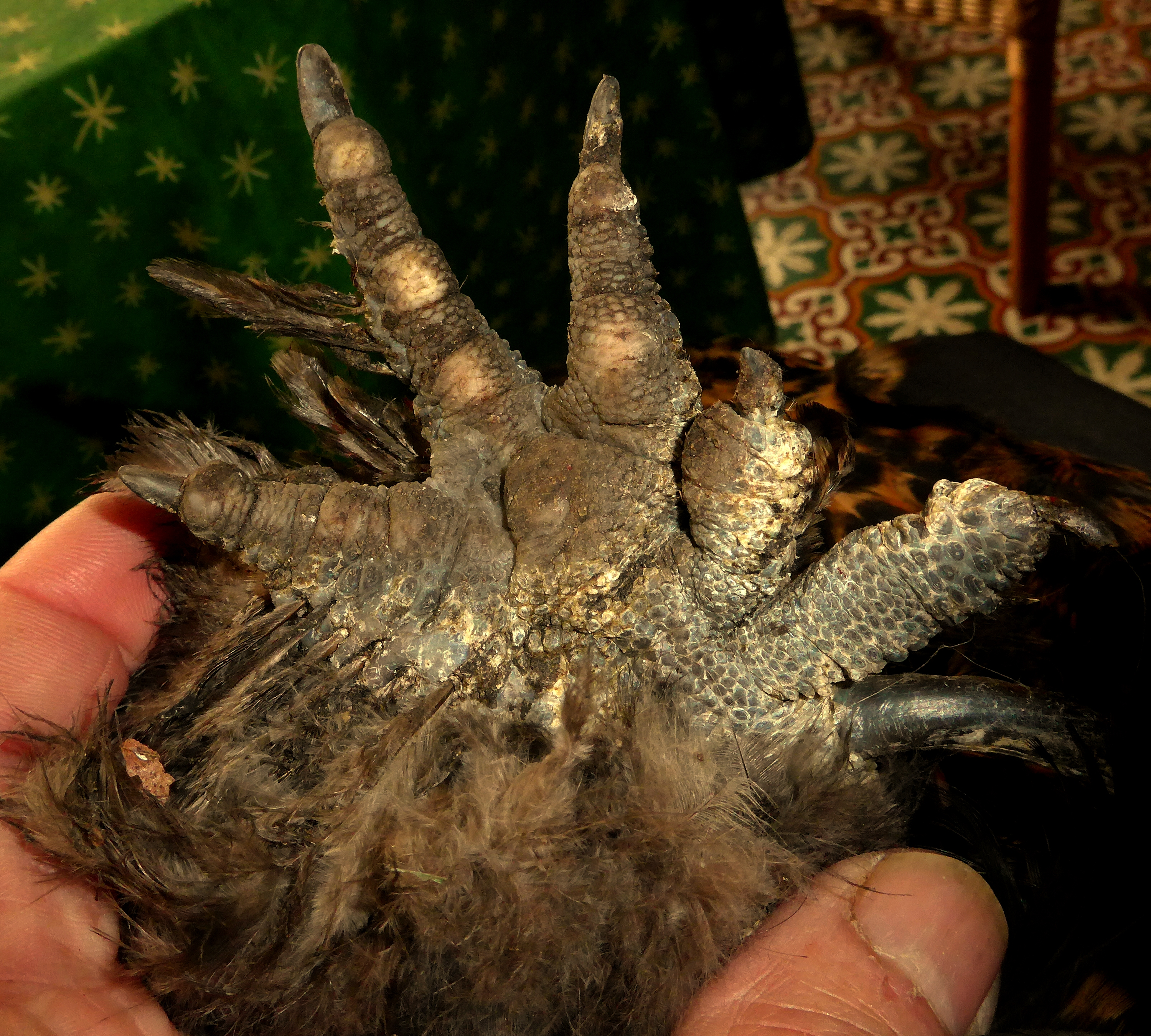
Voet met polydactylie
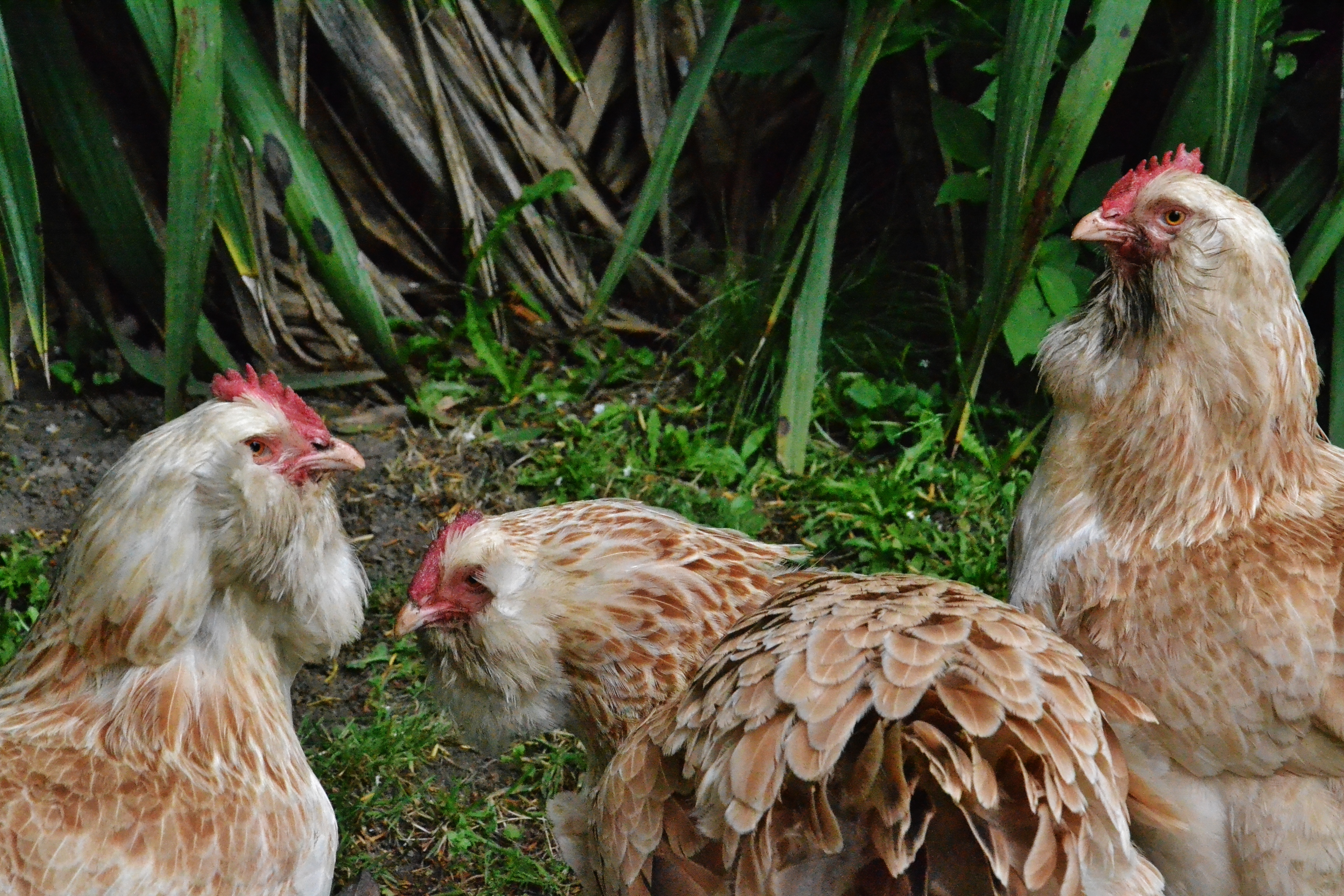
Frans type
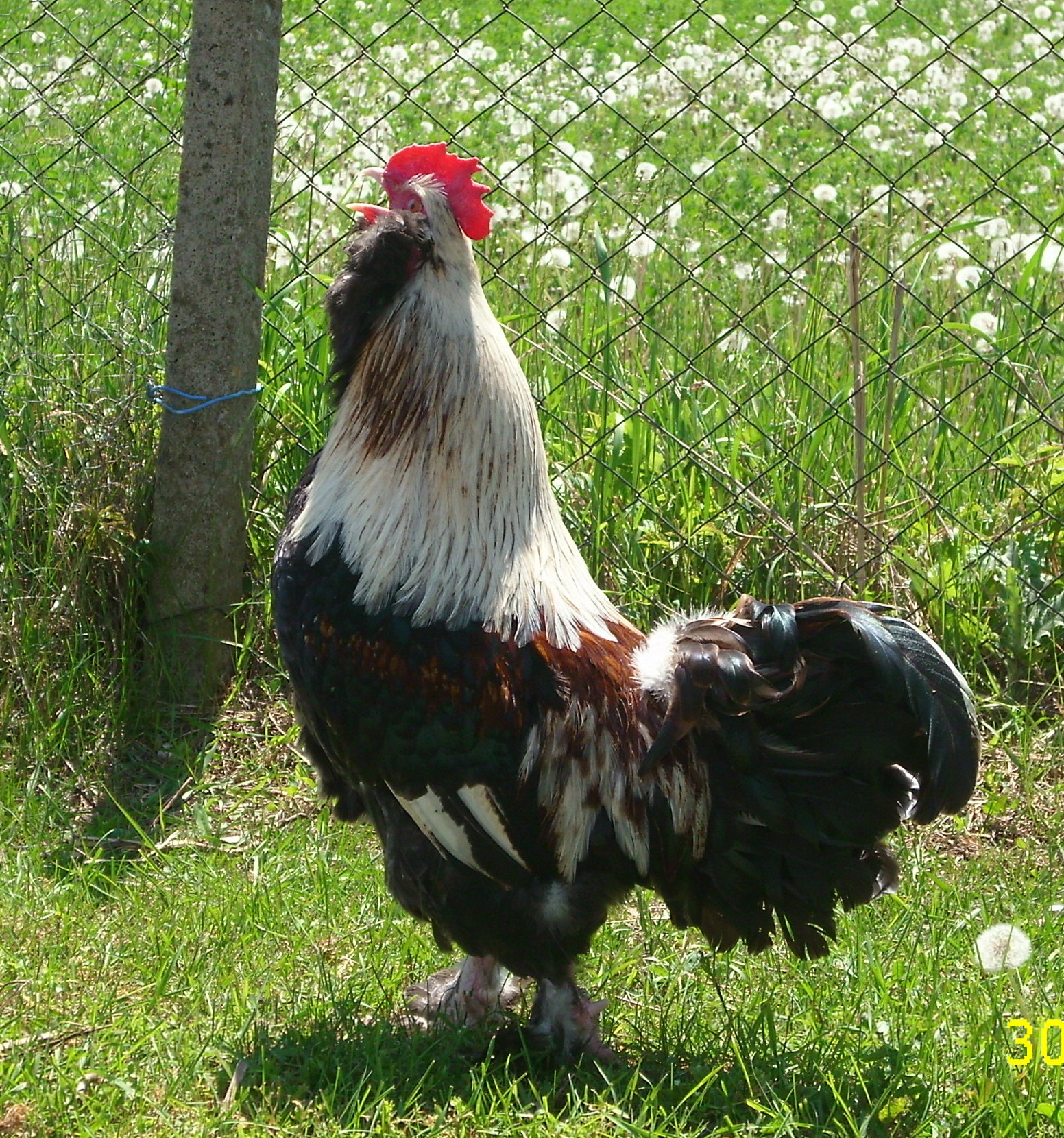
Duitse type